# Johan Harju
Johan Harju (ur. 15 maja 1986 w Övertorneå) – szwedzki hokeista, reprezentant Szwecji.

## Kariera
- Luleå J18 (2002-2003)
- Luleå J20 (2003-2006)
- Luleå HF (2005-2009)
  -  Piteå HC (2005)
- Dinamo Moskwa (2009-2010)
- Norfolk Admirals (2010-2011)
- Tampa Bay Lightning (2011-2011)
- Luleå (2011-2012)
- Brynäs IF (2012-2014)
- Jokerit (2014-2015)
- Luleå (HF 2015-2019)
- HC Pardubice (2019-2020)
- Modo Hockey (2020-2021)
- HC Pustertal–Val Pusteria (2021-2022)
- Jukurit (2021-2022)
- HC Pustertal–Val Pusteria (2022-2023)

Wychowanek klubu Övertorneå HF. Od maja 2012 do marca 2014 zawodnik Brynäs IF.
Z Övertorneå pochodzi inny hokeista Linus Omark. Obaj występowali wspólnie od lat juniorskich w Luleå, zostali wybrani w tym samym drafcie NHL, następnie razem rozegrali sezon w Dinamo Moskwa oraz są reprezentantami Szwecji, w tym razem na MŚ 2009 i 2010. 1 kwietnia 2014 obaj zostali zawodnikami fińskiego klubu Jokerit. Pod koniec stycznia zwolniony z Jokeritu i został ponownie zawodnikiem Luleå. Odszedł z klubu w kwietniu 2019. We wrześniu 2019 został zawodnikiem HC Pardubice. Grał tam w sezonie 2019/2020. W grudniu 2020 został graczem Modo Hockey. Od sierpnia 2021 do lipca 2022 reprezentował włoski klub HC Pustertal–Val Pusteria. W październiku 2022 trafił do fińskiegu Jukurit, gdzie pod koniec listopada tego roku został zwolniony i wrócił do Pustertalu. Po sezonie 2022/2023 odszedł stamtąd. W październiku 2032 ogłosił zakończenie kariery.
Uczestniczył w turniejach mistrzostw świata w 2009, 2010.

## Sukcesy
Reprezentacyjne
- Brązowy medal mistrzostw świata: 2009, 2010

Klubowe
- Trzecie miejsce w European Trophy: 2011 z Luleå HF
- European Trophy: 2012 z Luleå HF

Indywidualne
- Elitserien 2006/2007: pierwsze miejsce klasyfikacji strzelców zwycięskich goli: 6 goli
- Elitserien 2008/2009: pierwsze miejsce klasyfikacji strzelców zwycięskich goli: 6 goli
- AHL 2010/2011: Mecz Gwiazd AHL